# Lutjemaar
Het Lutjemaar, Kleine Maar, Noordbroekstermaar of Oude Maar was een afwateringskanaal in het Oldambt, dat gedeeltelijk is opgenomen in het Siepkanaal, later in het Ringmaar. De landerijen ten noorden van het maar stonden bekend als  Rotmerland, de verdwenen nederzetting ten zuiden ervan als Rommelskerken.
Mogelijk stond het Lutjemaar oorspronkelijk in verbinding met een kronkelende waterloop door Noordbroeksterhamrik, eveneens genaamd Lutjemaar of Kleine Maar, die via het Westerhamrikkermaar uitmondde in het Termunterzijldiep. In de zeventiende eeuw stond dit laatste stroompje bekend als Cromme Rotmer. Dit watertje was vermoedelijk het restant van een middeleeuws afwateringskanaal.
Een zijtak van het Hondshalstermaar bij Kopaf werd eveneens Lutkemaar genoemd.